# Publications of the Astronomical Society of the Pacific
Publications of the Astronomical Society of the Pacific is een internationaal, aan collegiale toetsing onderworpen wetenschappelijk tijdschrift op het gebied van de astronomie. De naam wordt in literatuurverwijzingen meestal afgekort tot Publ. Astron. Soc. Pac. of tot PASP.
Het werd van 1999 tot 2016 uitgegeven door University of Chicago Press en sinds 2016 door IOP Publishing namens de Astronomical Society of the Pacific en verschijnt maandelijks.
Het eerste nummer verscheen in 1889.